# Odanakmassakern
Odanakmassakern var den fullständiga förstörelsen av den katolska missionsstationen och indianbyn Odanak i Franska Kanada den 4 oktober 1759 på order av den brittiske överbefälhavaren i Nordamerika, general Amherst. Som hämnd för att krigare från byn tillfångatagit två brittiska officerare, omringades byn av en anglo-amerikansk jägartrupp vilken efter egen uppgift dödade 200 av dess invånare och sen brände ned den.

## Bakgrund

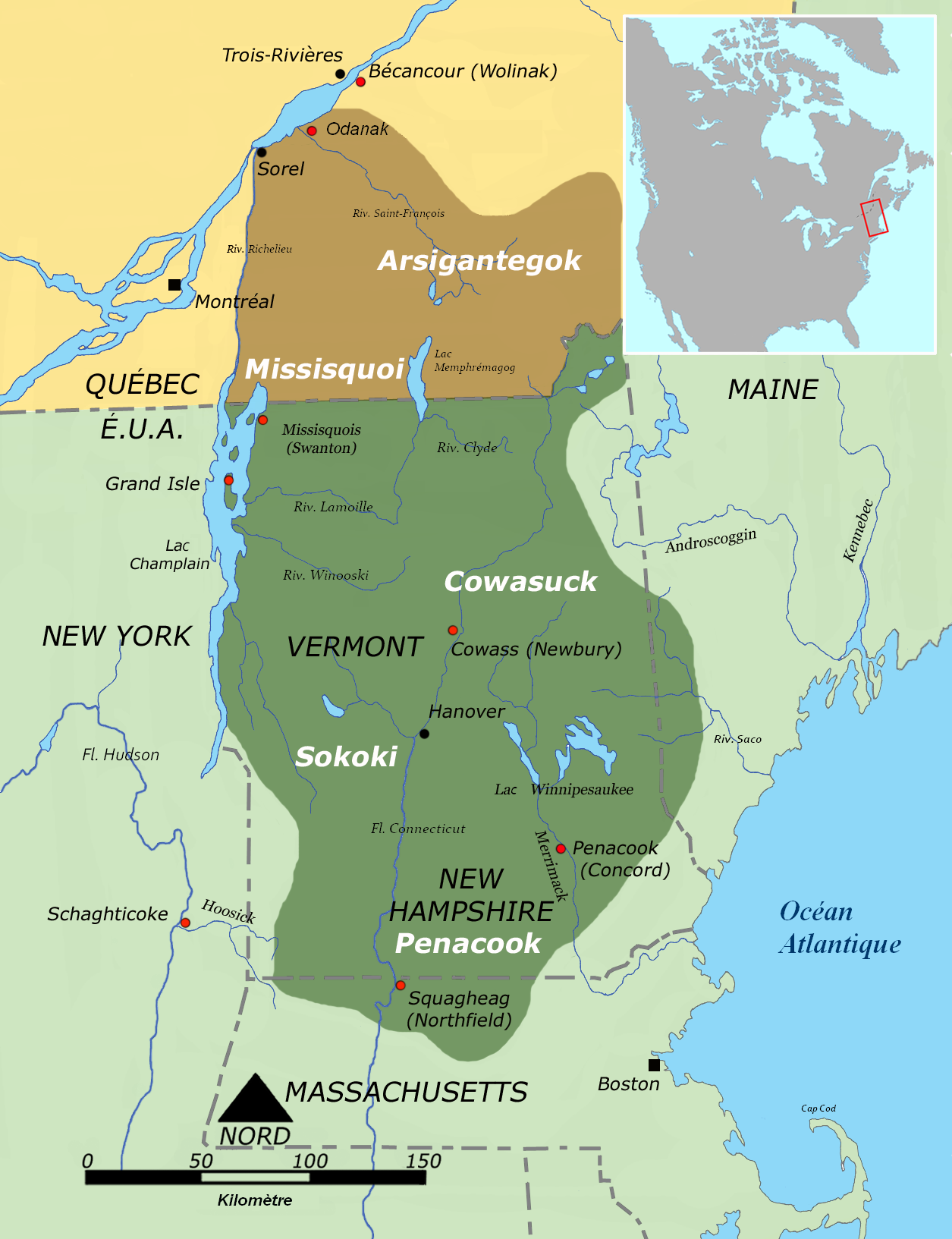
Odanaks geografiska belägenhet i periferin av abenakernas traditionella hemland.

Abenakis, som av de engelska kolonisterna fördrivits från sina förfäders marker i New England, tog sin tillflykt till Kanada. Jesuiterna grundade där en mission för dem år 1700, Mission-des-Abenakis eller Mission de Saint-Francois-de-Sales, omkring vilken indianbyn Odanak växte upp. Krigare från Odanak deltog i de franska strövkårer som genomförde överfall på de vita bosättarna i sitt forna hemland. General Amherst hade på hösten 1759 skickat två civilklädda brittiska officerare som kurirer till general Wolfe i Kanada, men dessa blev tillfångatagna av invånarna i Odanak och överlämnade som krigsfångar till den franska armén. I en officiell skrivelse meddelade den franske överbefälhavaren general Montcalm att officerarna tillfångatagits och skulle behandlas som legitima krigsfångar, trots att de inte varit i uniform och därför kunnat avrättas. I sin frustration beordrade Amherst att Odanak skulle förstöras.

## Massakern
Den anglo-amerikanska jägartruppen (Rogers rangers) infiltrerade franskt område via Lake Champlain. Efter att ha rott till sjöns norra ände lämnade truppen sina båtar och fortsatte till fots norrut. Båtarna upptäcktes dock snart och flera fransk-kanadensiska detachement började förfölja fienden. Efter betydande svårigheter i ödemarken nådde den nästan utsvultna jägartruppen fram till Odanak. Natten mot den 4 oktober 1759 omringande de byn och omkring klockan fem på morgonen påbörjades massakern. Jägarna slog in dörrarna till husen och sköt, högg eller stack ihjäl människorna där de låg och sov. De som försökte fly sköts ned av skarpskyttar som hade gått i ställning utanför byn. Man satte eld på husen och människor som gömt sig på vindarna brändes inne. Missionskyrkan plundrades och brändes sedan ned. Åtminstone en präst blev offer för de anglo-amerikanska jägarsoldaterna. 

## Offren

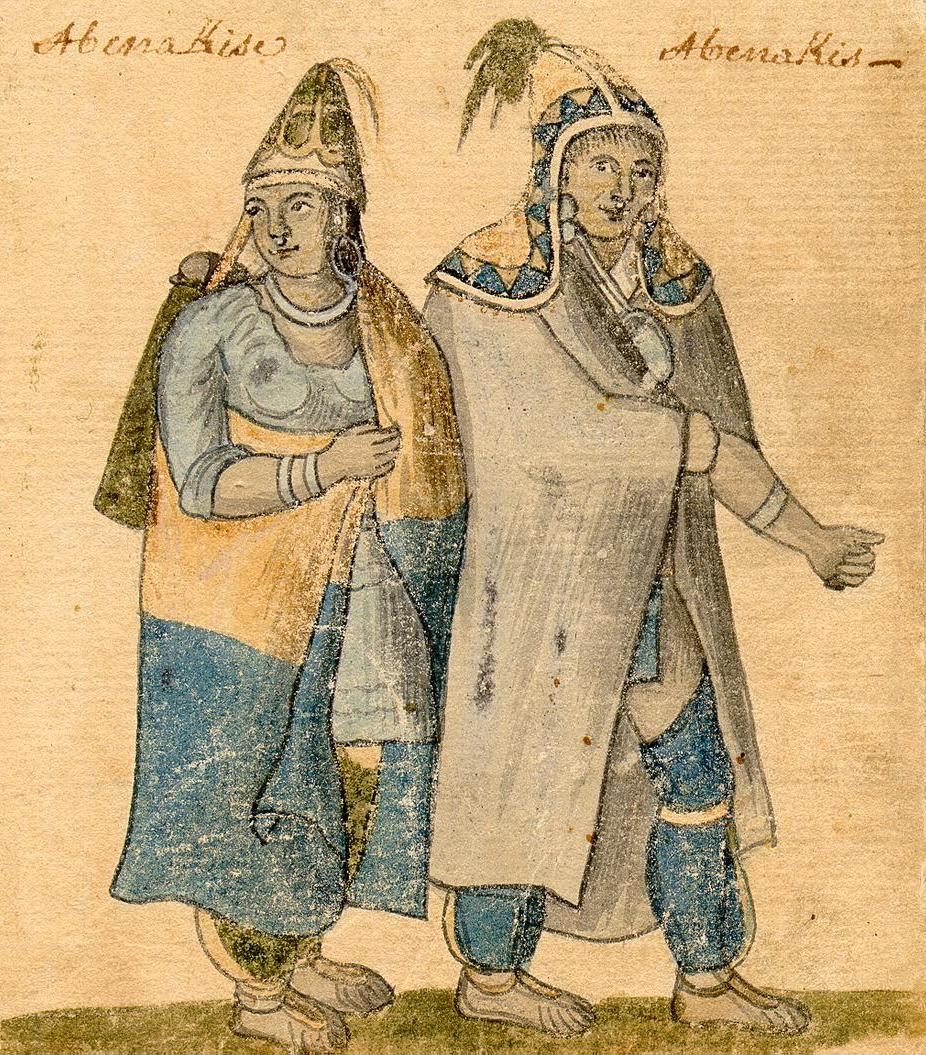
Abenaker på 1700-talet.

I den officiella rapporten hävdade chefen för den anglo-amerikanska jägartruppen att man dödat omkring 200 av byns invånare. Men missionens kyrkoherde - fader Pierre Joseph-Anoine Roubaud - som var bortrest när massakern ägde rum, rapporterade att offrens antal uppgick till tio män samt 22 kvinnor och barn. Många av männen var borta från byn, i fransk krigstjänst. Men de flesta som undkom gjorde det därför att byn hade blivit varnad. Samma natt som fienden grupperade sig kring dem hölls en dans i bystugan. Under dansen gick en ung tonårsflicka ut för att svalka sig. Då såg hon en man som gömde sig i buskarna, han sa åt henne att inte vara rädd; han hade kommit för att varna dem: människoätarna kommer i gryningen och bränner ned byn. Först trodde flickan att det var ett skämt, men sen såg hon hans främmande frisyr. Det var en mohikan från Stockbridge vilken var indianspejare åt den anglo-amerikanska jägartruppen. Flickan sprang tillbaka till bystugan för att varna de dansande, men det var inte alla som trodde henne. Omkring 40 personer blev kvar och blev dödade eller tillfångatagna, medan närmare 100 gömde sig i en ravin i närheten och undkom massakern.

## Efterspel
När fader Roubaud kom tillbaka till Odanak organiserade han genast en indiansk trupp som upptog förföljandet efter de tillbakaryckande anglo-amerikanska jägarna. Då fanns det redan andra indianska och fransk-kanadensiska patruller som letade efter dem i skogarna. Under tillbakaryckningen drabbades fienden av extrem svält, som ledde till att de dödade och åt upp en av de tillfångatagna kvinnorna. Av de 142 soldater som deltog i massakern var det 46 som svalt ihjäl.  De överlevande hyllades som hjältar i hela New England.

## Populärkultur
I Kenneth Roberts bok Nordvästpassagen 1937 och i filmen med samma namn 1940, hyllas massakerns förövare som hjältar.